# سروچن
سروچن (به لهستانی:  Sroczyn) یک روستا در لهستان است که در گمینا کیشکووو واقع شده‌است.